# Draa Ben Khedda
Draa Ben Khedda är en ort i Algeriet.   Den ligger i provinsen Boumerdès, i den norra delen av landet, 80 km öster om huvudstaden Alger. Draa Ben Khedda ligger 43 meter över havet och antalet invånare är 37 443.
Terrängen runt Draa Ben Khedda är huvudsakligen kuperad, men den allra närmaste omgivningen är platt. Draa Ben Khedda ligger nere i en dal. Runt Draa Ben Khedda är det tätbefolkat, med 383 invånare per kvadratkilometer. Närmaste större samhälle är Tizi Ouzou, 7,9 km öster om Draa Ben Khedda. 